# Oskar Potiorek
Oskar Potiorek né le 20 novembre 1853 à Bleiberg et décédé le 17 décembre 1933 à Klagenfurt, est un général autrichien d'origine slovène. 
Gouverneur de la Bosnie-Herzégovine, il est la cible d'une tentative avortée d'assassinat par Mehmed Mehmedbašić fin mars 1914.
il est chargé d'organiser et d'assurer la sécurité de la visite officiel de l'archiduc-héritier François-Ferdinand d'Autriche dans Sarajevo que le prince effectue avec son épouse morganatique le 28 juin 1914. 
Le cortège officiel ayant déjà évité un attentat lors de l'arrivée du couple, le prince a exprimé vivement son mécontentement lors de son passage à l'hôtel de ville. Le général est assis dans le véhicule qui conduit l'archiduc à l'hôpital où sont soignés les blessés lorsqu'un jeune terroriste abat à coups de revolver le couple princier. Âgé de 60 ans et fort d'une carrière bien remplie, le général-gouverneur a conscience d'avoir failli en tant que responsable de la sécurité mais cherche à se couvrir en accusant le gouvernement du royaume de Serbie de l'assassinat, ce qui transforme l'attentat en un conflit qui devient la Première Guerre mondiale.
Pendant cette guerre, il commande l'armée austro-hongroise sur le front serbe. Il subit des échecs répétés et doit démissionner dès le 22 décembre 1914. Outre ses échecs militaires, il lui est reproché un mode de commandement solitaire et déconnecté du terrain. Mis à la retraite, il n'exercera plus aucun commandement.  